# Arnim André
Arnim André, auch als Arnim André-Rohleder geführt, (* 1943; † 26. Januar 2001) war ein deutscher Schauspieler und Synchronsprecher.

## Leben
Als Schauspieler war André vor allem auf der Bühne aktiv. So spielte er beispielsweise am Landestheater Tübingen 1971 unter der Regie von Axel Manthey. Im Fernsehen war er hingegen nur in kleinen Rollen zu sehen, beispielsweise in der Reihe Aktenzeichen XY … ungelöst.
Einem breiten Publikum wurde André durch seine Stimme bekannt. Im Rahmen seiner Tätigkeit als Synchronsprecher lieh er diese zahlreichen international bekannten Schauspielkollegen wie Michael Biehn in Abyss – Abgrund des Todes, David Carradine in Satanic – Ausgeburt des Wahnsinns, Jon Lovitz in Eine Klasse für sich, William Shatner in Der Chef – Martys letzte Chance und Jim Broadbent in Pass des Todes. Außerdem war er der erste Sprecher von Richard Belzer als Detective Munch in Law & Order sowie die zweite deutsche Stimme von Christopher Timothy in Der Doktor und das liebe Vieh (ab Staffel 4).

## Hörspiele (Auswahl)
- 1975: 1525 - dran dran dran! – Regie: Roland Gall
- 1979: Der Tausch – Regie: Heinz von Cramer
- 1979: Der Kohlkopf und der Kaiser – Regie: Raoul Wolfgang Schnell
- 1981: Der Job im November – Regie: Günther Sauer
- 1982: Von irgendwo Flötenspiel – Regie: Anke Beckert

## Synchronrollen (Auswahl)
- 1935: Für Henry Wadsworth in Das Zeichen des Vampirs als Graf Fedor Vincenty (Synchro im Jahr 1981)
- 1978–1980: Für Marc Alaimo in Der unglaubliche Hulk als Ernie (Fernsehserie, 2. Synchro im Jahr 2003)
- 1979: Für Jim Broadbent in Der Pass des Todes als Deutscher Soldat
- 1987: Für Michael Biehn in Rampage – Anklage Massenmord als Anthony Fraser
- 1993: Für Kent Broadhurst in Stephen Kings Stark als Mike Donaldson
- 1995–1999: Für Corey Burton in  Abenteuer mit Timon und Pumbaa als Quint
- 1997: Für Lance Henriksen in Cliff Seven als Colonel Roger McBride
- 2000: Für Jeff Michalski in Coyote Ugly als Mike
- Für Lee Patterson in Der Unsichtbare als Dr. Peter Brady (Fernsehserie, Synchro im Jahr 1995)
- Für Paul Jerricho in Doctor Who als Castellan (Fernsehserie)
- Für Ulf Eklund in Kommissar Beck – Die neuen Fälle als Bengt Nilfors (Fernsehserie)